# Americijum(II) hlorid
Americijum(II) hlorid ili americijum dihlorid je hemijsko jedinjenje koje se sastoji od americijuma i hlora. Njegova formula je AmCl2.

## Literatura
- Holleman A. F.; Wiberg E. (2001). Inorganic Chemistry (1st изд.). San Diego: Academic Press. ISBN 0-12-352651-5.
- Housecroft, C. E.; Sharpe, A. G. (2008). Inorganic Chemistry (3. изд.). Prentice Hall. ISBN 978-0-13-175553-6.